# Federación Española de Bancos de Alimentos
La Federación Española de Bancos de Alimentos (FESBAL) es una asociación española sin ánimo de lucro apolítica y aconfesional que agrupa a 54 bancos de alimentos establecidos por toda España (datos de 2021) y forma parte de la Federación Europea de Bancos de Alimentos (FEBA). Al menos un banco de alimentos por provincia o ciudad autónoma pertenece a FESBAL. La Federación es propietaria de la marca "Bancos de Alimentos" en España, conjuntamente con su logo oficial.
En el año 2012, los Bancos de Alimentos de España recibieron el Premio Príncipe de Asturias de la Concordia por su labor humanitaria en su lucha contra el hambre durante la crisis económica.
Asimismo, en 2019 fueron galardonados con el Premio Extraordinario 'Alimentos de España' del Ministerio de Agricultura, Pesca y Alimentación por su acción social durante el estado de alarma por la pandemia del COVID-19.
Desde el 22 de mayo de 2021, su presidente es D. Pedro Miguel Llorca Llinares.

## Historia de los Bancos de Alimentos
El primer Banco de Alimentos lo creó John van Hengel, un voluntario católico, en Phoenix, Arizona (Estados Unidos), en 1966. El propio van Hengel continuó extendiendo el concepto por todo Estados Unidos, creando en 1976 lo que hoy se conoce como Feeding America, una red de bancos de alimentos que da de comer a 46 millones de estadounidenses. La iniciativa saltó a Europa en 1984, al crearse en diciembre de ese año el banco de alimentos de París. Los bancos fueron extendiéndose por diversos países europeos y, en 1988, nació la Federación Europea de Bancos de Alimentos. Además de coordinar las iniciativas existentes, tenía como objetivo conseguir alimentos del Fondo de Ayuda Europea para las Personas Más Desfavorecidas (FEAD), que forma parte del Fondo Social Europeo y del Fondo Español de Garantía Agraria (FEGA) del gobierno español. 
El primer banco de alimentos de España surgió en Barcelona, en 1987, de la mano de Jordi Peix Massip, entonces director general de Producción e Industrias Agroalimentarias de la Generalidad de Cataluña, que había tomado contacto con los bancos de alimentos en París dos años antes. Tras esta iniciativa pionera, los bancos de alimentos se fueron extendiendo por España —el segundo banco fue el de Gerona, creado en diciembre de 1988; en 1993 se constituyó, por iniciativa privada, la Fundación Bancos de Alimentos de España, que promovió bancos por toda la geografía española y, en 1996, surgió la Federación Española de Bancos de Alimentos (FESBAL) para agrupar y coordinar las organizaciones existentes.
FESBAL la integran un total de 54 bancos de alimentos que operan en todas las comunidades autónomas y provincias de España. Además de las labores de coordinación general, se encarga de contactar con las instituciones y las empresas que facilitan alimentos excedentes o que ayudan en sus áreas de competencia a la actividad de los Bancos federados. 
FESBAL está asociada a la Federación Europea de Bancos de Alimentos (FEBA), integrada hoy día por 388 Bancos que operan en 24 países de Europa, donde colaboran cerca de 16.000 voluntarios para ayudar a 6,1 millones de desfavorecidos, el equivalente a 3 millones de comidas cada día, en colaboración con unas 41.300 entidades benéficas.. También es miembro de The Global Foodbanking Network, una organización dedicada a ayudar y fortalecer a bancos de alimentos en más de 30 países.
En el año 2010, FESBAL fue declarada de utilidad pública y en 2012 le fue otorgado el Premio Príncipe de Asturias de la Concordia.
Asimismo, en 2019 fueron galardonados con el Premio Extraordinario 'Alimentos de España' otorgado por el Ministerio de Agricultura, Pesca y Alimentación por su acción social durante el estado de alarma por la pandemia del COVID-19.

## Objetivos de FESBAL
FESBAL tiene como objetivos primordiales representar a los Bancos de Alimentos federados ante toda clase de organismos públicos y privados (nacionales e internacionales) y facilitar las relaciones entre ellos, así como prestar a sus miembros todos los servicios necesarios para el desarrollo de su actividad y promocionar sus actividades.
Por otra parte, FESBAL se encarga de canalizar y distribuir las ayudas que recibe a todos los Bancos de Alimentos federados y promover la solidaridad nacional en las empresas e instituciones españolas mediante diversas campañas (como las tradicionales “operaciones kilo” y la "Gran Recogida Anual de Alimentos) orientadas a aumentar la captación de alimentos.

## ¿Cómo funciona FESBAL?
Los Bancos de Alimentos en España operan según el "modelo mayorista", esto es, no dan de comer directamente sino que distribuyen comida entre organizaciones más pequeñas que trabajan directamente con personas con necesidades alimentarias. Como en el resto de Europa, los bancos de alimentos se han hecho más relevantes desde que comenzó la crisis económica en 2008. 
Durante todo el año, FESBAL recibe alimentos a través de las recogidas y donaciones directas de organismos públicos y privados con las que suscribe acuerdos y convenios. Luego, la comida es distribuida entre los 54 Bancos de Alimentos, los cuales, posteriormente, se encargarán de entregarla a las entidades benéficas suscritas, que son las que finalmente la distribuyen a los más necesitados.
En FESBAL se trabaja como en una gran empresa, con una estructura organizativa por departamentos y áreas especializadas. Lo que distingue a FESBAL es que la mayor parte de su equipo de gestión lo componen voluntarios, considerados la base esencial del funcionamiento de los Bancos de Alimentos. Hasta el año 2017, colaboraban en los Bancos de Alimentos unos 2.950 voluntarios permanentes (la mayoría son jubilados y prejubilados). En el año 2019, esta cifra aumentó alcanzando un total de 3.211 voluntarios en toda España.

## Beneficiarios
Según los datos del año 2019, los Bancos de Alimentos asociados a FESBAL atendieron a 1.050.684 personas anualmente a través de 7.216 entidades benéficas --distribuidas en toda España-- que recibieron los alimentos directamente de los bancos y, posteriormente, son las encargadas de repartirlos entre las personas más desfavorecidas.
En el último lustro se ha registrado un crecimiento de 70% en la distribución de comida a las entidades beneficiarias.
Desde que comenzó la crisis económica, el número de personas que acuden a las entidades benéficas apoyadas por FESBAL ha ido en aumento, pasando de los 834.400 beneficiarios en 2007 a más de 1,05 millones de beneficiarios en el año 2019. Mientras que en 2018, los bancos de alimentos de España habían atendido a 1,2 millones de personas.
En este año 2019, el número de beneficiarios totales es ligeramente inferior al del año anterior, sumando un total de 1.050.684 personas en riesgo de pobreza beneficiadas. En el análisis de las cifras ha de tenerse en cuenta el nuevo cómputo estadístico de los mismos, mediante el que se depuran las multiplicidades que producían los diferentes tipos de ayudas que recibía un mismo beneficiario. En consecuencia, durante este último año ha aumentado la cantidad de alimentos repartidos por beneficiario, alcanzando la cifra total de 144.551.221 kilos. Esto, por otra parte, ha elevado el ratio de nuestra actividad a 137,58 Kilos/persona/año.

## Gran Recogida de Alimentos
Desde 2013, FESBAL celebra anualmente la "Gran Recogida de Alimentos", una campaña de carácter nacional en la que durante el último fin de semana de noviembre o el primero de diciembre, se despliegan --con el apoyo de miles de voluntarios-- cientos de puntos de recogida en hipermercados, supermercados y tiendas de alimentación en toda España, para que las personas puedan donar comida no perecedera. La campaña se llevaba realizando, en un ámbito menor, desde 2010 en Cataluña, Navarra y Andalucía.   
Las cifras han ido aumentando todos los años, hasta estabilizarse actualmente, convirtiendo esta jornada en una de las más importantes para los Bancos de Alimentos, debido a la gran cantidad de comida donada en apenas un fin de semana. En 2013, se lograron recoger 14 millones de kilos de comida, aumentando de año  en año, llegando en el año 2016 a alcanzar la cifra récord de los 22 millones de kilos de alimentos. Posteriormente se ha estabilizado en torno a los 21 millones de kilos en los últimos tres años, aunque mejorando en paralelo la calidad alimenticia de los alimentos donados.
En el año 2019, la jornada de la Gran Recogida se realizó con el lema "Solidarios con todas las letras", y tuvo lugar los días 22 y 23 de noviembre en toda España, extendiéndose hasta el domingo 24 en Madrid y en algunas otras localidades del territorio español. Esos tres días se repitió la cifra de los 21 millones de kilos de alimentos de los 2 años anteriores, gracias al apoyo de 120.000 voluntarios, que han recogido una media de 175 kilos cada uno, repartidos en unos 11.000 puntos de recogida.

## Reconocimientos

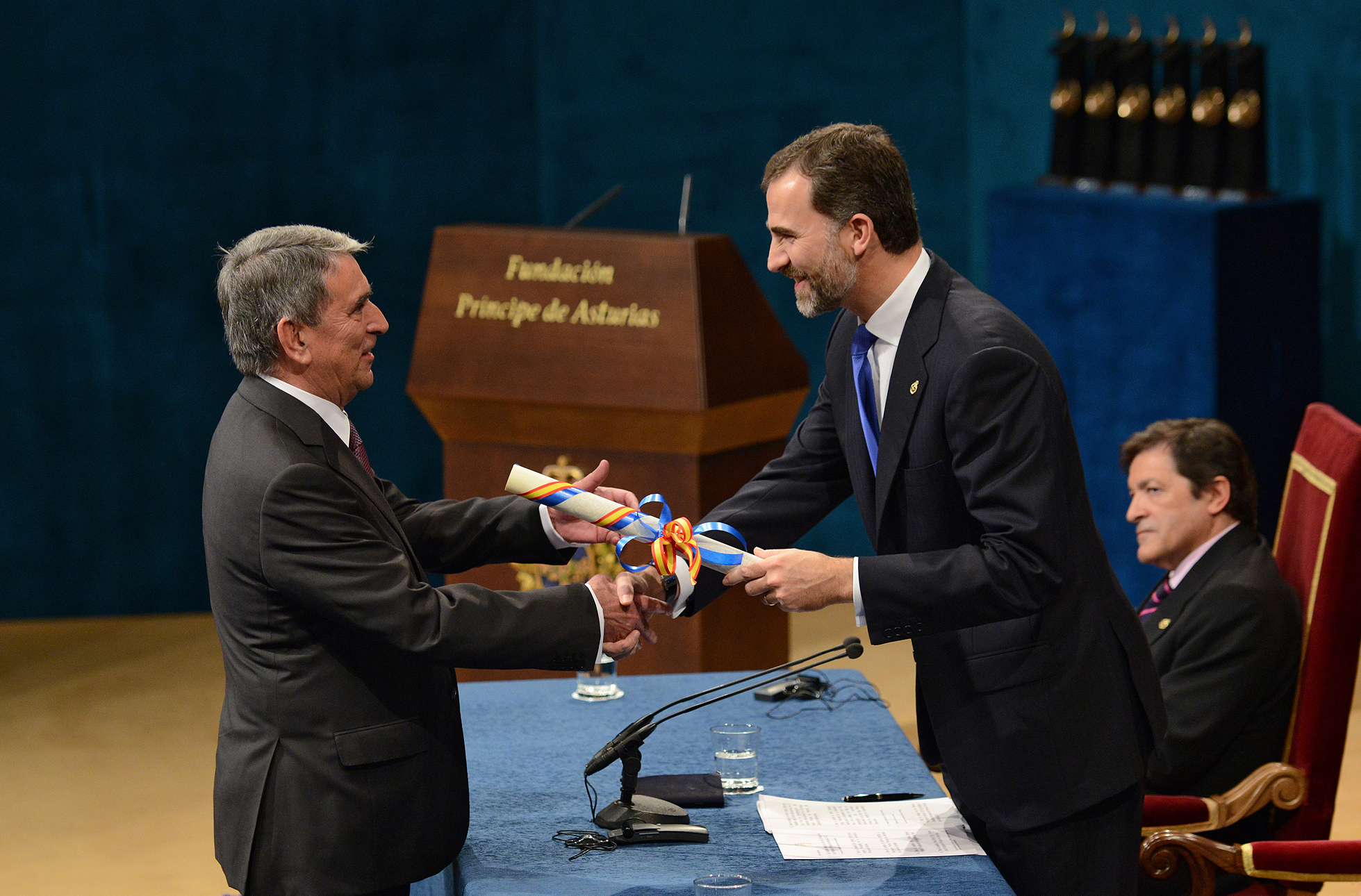
Premio Príncipe de Asturias de la Concordia 2012 para los Bancos de Alimentos.

Desde su constitución, el trabajo altruista de FESBAL ha sido reconocido por la sociedad española mediante numerosos premios y distinciones, siendo el más relevante el Premio Príncipe de Asturias de la Concordia, otorgado en el año 2012.
Diferentes organizaciones, públicas y privadas, de ámbito local y nacional, también han reconocido la labor que realizan los Bancos de Alimentos en las diferentes provincias de España para reducir la pobreza y evitar el despilfarro de alimentos.
En reconocimiento a su labor, en 2012 al banco de alimentos más antiguo de España, la Fundació Banc dels Aliments de Barcelona, le fue concedido el premio Creu de Sant Jordi.
Por su parte, FESBAL reconoce también el apoyo de las organizaciones y empresas a la misión de los Bancos de Alimentos mediante la entrega de los premios Espiga de Oro. Desde el año 2003, la FESBAL otorga este galardón a las empresas, personas, fundaciones o instituciones que destaquen a lo largo del año por su apoyo a la labor solidaria que realizan los 55 Bancos de Alimentos que integran la FESBAL.
Como parte de su lucha contra el despilfarro de alimentos, la FESBAL creó en 2013 la Cátedra Bancos Alimentos UPM, que tiene como principales objetivos la formación y la concienciación sobre el uso adecuado de los alimentos para evitar el desperdicio, así como el redescubrimiento de los valores de solidaridad y sostenibilidad.